# 15号美国国道
美國國道15號全長794英哩，從紐約州中心到南卡羅林納南部，橫越美國南北方。

## 州份
- 維吉尼亞
- 紐約州
- 賓夕法尼亞
- 馬里蘭
- 維吉尼亞
- 北卡羅來納
- 南卡羅來納